# Roberto Kozak
Roberto Kozak (* 14. Mai 1942 in Argentinien; † September 2015 in Buenos Aires) war ein argentinischer Diplomat.

## Leben
Roberto Kozak wurde in einem Dorf im Nordosten Argentiniens geboren. Sein Vater war in den 1890ern aus der Ukraine eingewandert; seine Mutter die ebenfalls ukrainische Wurzeln hatte, stammte aus Buenos Aires. Als eins von zwölf Kindern war Kozak noch klein, als die Familie in eine arme Arbeitergegend am Rande der Hauptstadt zog. Mit neun Jahren begann er nach der Schule in einem Buchladen zu arbeiten. Als er mit der Schule fertig war, schrieb er sich schließlich an der Universität von Buenos Aires für Bauingenieurswesen ein und arbeitete nach seinem Abschluss in verschiedenen technischen Berufen. Als er im Jahr 1968 die Ausschreibung für eine Stelle im argentinischen Büro der Nichtregierungsorganisation ICEM (heute: Internationale Organisation für Migration) sah, bewarb er sich. Nach der Arbeit für das ICEM in Argentinien und Ausbildung in Deutschland, England, Schweiz stimmte er einem Transfer nach Chile zu. Kozak hat während der Pinochet-Diktatur in Chile zwischen 25.000 und 35.000 politische Gefangene aus dem Land gebracht.
Darunter war auch die jetzige chilenische Präsidentin Michelle Bachelet. Kozak gilt als vergessener Held und wird als Oskar Schindler Lateinamerikas bezeichnet. Wegen seiner Verdienste wurde ihm 1992 der Orden Bernardo O’Higgins und im Jahr 2015 die chilenische Staatsbürgerschaft verliehen.